# Origin (платформа цифровой торговли)
EA App (ранее Origin) — платформа цифровой дистрибуции компании Electronic Arts, которая даёт возможность пользователям приобретать компьютерные игры через Интернет и загружать их с помощью клиента Origin (ранее EA Download Manager, EA Downloader и EA Link). 3 июня 2011 EA Store был переименован в Origin. В 2011 году компания Electronic Arts заявила, что хотела бы, чтобы Origin соответствовал их главному конкуренту, сервису Steam, путём добавления облачных сохранений, автообновления игр, достижений и кроссплатформенных релизов. В Origin используются социальные функции, такие как управление профилем, общение с друзьями в чате и во время игры с помощью внутригрового приложения, интеграция с Facebook, Xbox Live и PlayStation Network. На данный момент имеется возможность автообновления игр, синхронизация сохранений игр в облачном хранилище, общение во встроенном чате. К 2013 году, в Origin было зарегистрировано более 50 миллионов пользователей. В 2022 году EA заменили Origin на EA app.

## Компоненты

### Магазин Origin
Магазин Origin позволяет пользователям просматривать и приобретать игры по полной цене из каталогов Electronic Arts. Вместо того, чтобы купить коробку, диск или даже CD-ключ, приобретённое программное обеспечение сразу же привязывается к учётной записи пользователя и загружается вместе с соответствующим клиентом Origin.
Origin гарантирует доступность загрузки после покупки на постоянной основе, и нет никаких ограничений на количество раз, когда игра может быть загружена.
Пользователи могут также добавлять определённые игры EA в свой аккаунт Origin, используя CD-ключи от розничных копий, а также цифровые копии, полученные от других служб цифровой дистрибуции.

### Клиент Origin
Клиент Origin — это самообновляющееся программное обеспечение, позволяющее пользователям загружать игры, пакеты расширения, пакеты расширения и патчи от Electronic Arts. Клиент Origin разработан таким образом, чтобы быть похожим на своего конкурента, Steam. Клиент оверлея «Origin In Game» может быть отключён во время игры. Клиент также имеет функции чата, такие как список друзей и настройки группового чата (реализованы в версии 9.3).

### Origin Mobile
Electronic Arts планирует также запустить Origin платформу для мобильных устройств (таких, как iOS/Android), и достижения могут быть синхронизированы на обеих платформах. Эрудит сети будут включены в мобильные происхождения. Эти услуги будут бесплатны.

### EA Play

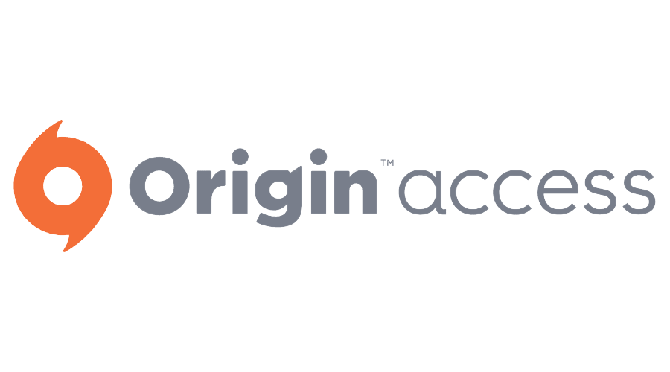

В 2016 году EA выпустила сервис подписки для доступа к своим играм. Пользователи могут выбирать между ежемесячной или годовой абонентской платы за доступ к большой коллекции игр EA. Подписчики Origin Access также получают 10% скидку на все покупки в клиенте. Начиная с марта 2018 года, Origin Access предоставляет игры от компании Warner Bros. Interactive Entertainment и собирается добавить другие издательские игры, в том числе инди-игры.
На выставке E3 2019 EA анонсировала премиальный уровень для Origin Access, называемый «Origin Access Premier», который позволяет играть в будущие игры EA раньше остальных игроков.
В 2020 году сервисы Origin Access и EA Access были переименованы в EA Play.

## История
EA Downloader был запущен в конце 2005 года. В ноябре 2006 года он был заменен на EA Link, добавив в службу доставки контента трейлеры, демо-версии и специальный контент. В сентябре 2007 года он был в очередной раз заменён объединением магазина EA Store и менеджера загрузок EA Download Manager. Пользователи совершали покупки на сайте EA Store и использовали клиент EA Download Manager для загрузки своих игр. Игры, купленные через EA Link, можно было скачать с помощью менеджера загрузок EA Download Manager. 3 июня 2011 года магазин и клиент были объединены под общим названием Origin.
Служба цифровой дистрибуции впервые была использована в качестве поставки пакета расширения для Battlefield 2 : Special Forces, а впоследствии — для большинства игр EA. Самым большим продуктом, выпущенным на рынок, является Spore Creature Creator.
EA приобрела торговую марку Origin, когда приобрела Origin Systems в 1992 году. Origin Systems была крупной игровой студией в 1980-х и 1990-х годах, наиболее известной своими игровыми франшизами, таким как Ultima, Wing Commander и Crusader.

## Критика и разногласия

### УдалениеCrysis 2из эксклюзивов Steam и Origin
Вскоре после запуска Origin, Crysis 2 был убран из Steam и появился на веб-сайте EA с заявлением «только на Origin», хотя и оставался доступным в других службах цифрового распространения. С тех пор EA заявляет, что Valve удалила Crysis 2 из-за навязанных «деловых условий» и что «это не было решением EA или результатом каких-либо действий со стороны EA».
Впоследствии Crysis 2: Maximum Edition (перевыпуск Crysis 2 со всеми DLC) был выпущен в Steam, что совпадает с историей эксперта о том, что Crysis 2 был убран из магазина из-за ограничений DLC. EA подтвердила, что Battlefield 3 не будет доступен через Steam. В настоящее время игра доступна для покупки в других сервисах, таких как Microsoft Store, но клиент Origin должен использоваться независимо от того, где была приобретена игра. Начиная с выпуска Battlefield 3 в 2011 году и до 2019 года с выходом Star Wars Jedi: Fallen Order, каждая первая игра EA, выпущенная на PC, являлась эксклюзивом клиента Origin.

### Блокировка учётных записей Origin
Было несколько случаев, когда EA применяла такие блокировки за то, что, по мнению критиков, является относительно незначительным нарушением, например, пользователь оставлял грубые комментарии на официальных форумах EA или BioWare, или в чате.
В марте 2011 года пользователь по имени Арно был заблокирован за то, что якобы написал комментарий «Вы продали свои души дьяволу из EA?» Аккаунт Арно был заблокирован на 72 часа, что помешало ему играть в игры в библиотеке Origin. После сообщения о деталях инцидента, сайт Rock, Paper, Shotgun получил заявление от EA, в котором говорится, что блокировка учётной записи Арно была ошибкой, и что будущие нарушения на форумах не будут препятствовать доступу пользователей Origin к их играм.
Позже, в течение октября и ноября 2011 года, один пользователь был заблокирован за публикацию сообщений о мёртвых игроках. Другой пользователь получил 72-часовую блокировку учётной записи за размещение ссылки на своё собственное руководство по устранению неполадок в сети на форумах EA. EA трактовала это как «коммерческую» ссылку, несмотря на то, что та же самая ссылка была размещена в других местах на форумах, а также на собственном корпоративном сайте поддержки EA и FAQ.

### Слабые места в системе безопасности
EA критиковали за то, что она не шифровала функциональность чата Origin XMPP, доступную в клиенте и в играх на его основе. К незашифрованным данным относятся номера счетов, токены сеансов, а также само содержимое сообщения. При таком типе данных учётные записи пользователей могут быть скомпрометированы.

### Обвинения в шпионаже
Лицензионное соглашение с конечным пользователем Origin (EULA) даёт EA разрешение собирать информацию о компьютерах пользователей независимо от их отношения к самой программе Origin, в том числе «использование приложений (включая, помимо прочего, успешную установку и/или удаление), программное обеспечение и периферийное оборудование». Первоначально в лицензионном соглашении также содержался пункт, разрешающий EA более явно отслеживать деятельность, а также редактировать или удалять материалы по своему усмотрению. В сообщении новостного журнала «Der Spiegel» освещались эти утверждения. В ответ на возникший спор EA выступила с заявлением, в котором заявила, что «они не имеют доступа к такой информации, как фотографии, документы или личные данные, которые не имеют никакого отношения к выполнению программы Origin». EA также добавила в лицензионном соглашении предложение о том, что они не будут «использовать шпионские программы или устанавливать шпионские программы на компьютеры пользователей», хотя пользователи всё равно должны согласиться с разрешением EA собирать информацию о своих компьютерах.

### Ситуация в Германии
Согласно сообщениям в немецких газетах, немецкая версия лицензионного соглашения Origin нарушает несколько немецких законов, в основном законы, защищающие потребителей и конфиденциальность пользователей. По словам Томаса Херена (нем. Thomas Hoeren), судьи и профессора по праву в области информации, телекоммуникаций и СМИ в Мюнстерском университете, немецкая версия лицензионного соглашения представляет собой прямой перевод оригинала без каких-либо изменений, и его положения являются «недействительными».